# التحالف الأنجلو بروسي (1756)

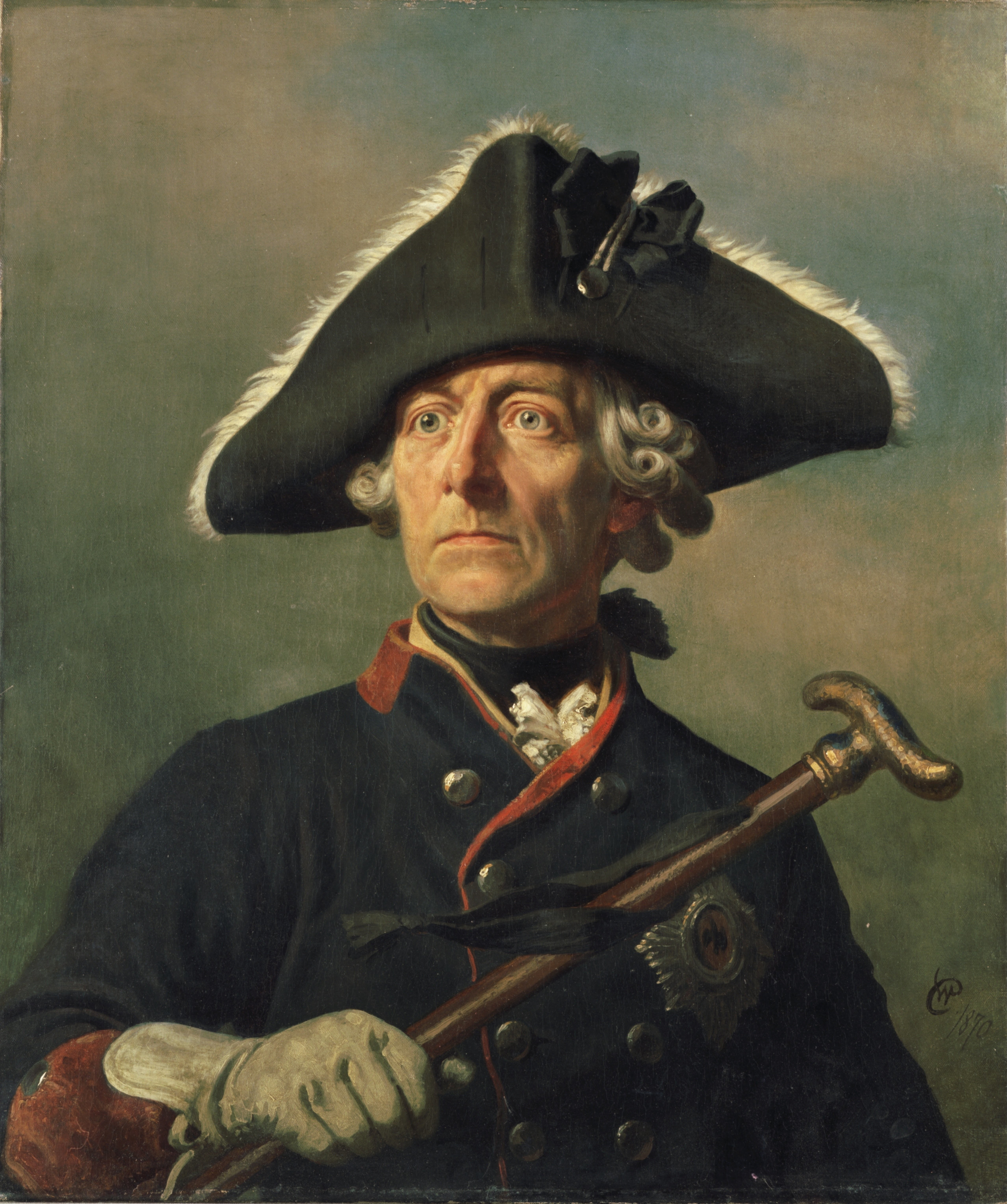

كان التحالف الأنجلو بروسي تحالفًا عسكريًا أنشأته اتفاقية وستمنستر بين بريطانيا العظمى وبروسيا؛ واستمر بشكل رسمي بين عامي 1756 و1762 خلال فترة حرب السنوات السبع. سمح التحالف لبريطانيا بتركيز معظم جهودها ضد الممتلكات الاستعمارية للتحالف الذي تقوده فرنسا، وذلك في الوقت الذي تحملت به بروسيا وطأة القتال في أوروبا. انتهى التحالف في الأشهر الأخيرة من الصراع، وذلك على الرغم من استمرار العلاقات القوية بين المملكتين.

## معاهدة
كانت معاهدة وستمنستر معاهدة حياد موقعة في 16 يناير عام 1756 بين فريدرش العظيم ملك بروسيا وجورج الثاني ملك بريطانيا العظمى وناخب هانوفر. تحملت المخاوف البريطانية من هجوم فرنسي على هانوفر مسؤولية تطورها. اتفقت كل من بروسيا وبريطانيا العظمى على السعي لمنع أي قوة أجنبية من المرور عبر الإمبراطورية الرومانية المقدسة، بناءً على شروطها، كجزء من الثورة الدبلوماسية.

## عمل التحالف
شن فريدرش هجومًا استباقيًا ضد النمسا في أغسطس عام 1756، وذلك على الرغم من أمل البريطانيين في تجنب الحرب. اجتاح ساكسونيا لكنه سرعان ما واجه هجومًا من بعض الأعداء مثل فرنسا والنمسا والسويد وروسيا، فاضطر بذلك إلى الانسحاب من بوهيميا. بدا على بروسيا ملامح الانهيار بحلول عام 1757 بدون مساعدة بريطانية كبيرة.
أنشأ فريدرش جيشًا كبيرًا ومنضبطًا بشكل جيد، ولكنه عانى من نقص المال بشكل مستمر. بدأ البريطانيون في إرسال إعانات مالية كبيرة لدعم حليفهم. أبرمت كلتا الدولتين الاتفاقية الأنجلو بروسية في 11 أبريل عام 1758، والتي أضفت الطابع الرسمي على تحالفهما. لم يصنع أي من الطرفين السلام دون التشاور مع الآخر. أُرسِلت فرقة بريطانية للخدمة مع الحليف البروسي، دوقية براونشفايغ، بعد احتلال إمدن. عملت الفرقة على حماية الجناح الغربي لفريدرش وسمحت له بالتركز في مكان آخر.
أنكرت حكومة هانوفر المدعومة من بريطانيا اتفاقية كلوستيرتسيفن تحت الضغط البروسي وعادت إلى الحرب إلى جانب بروسيا. استمر المجهود الحربي البروسي بالانهيار في عام 1759، وذلك على الرغم من المساعدة البريطانية ومن انتصار الحلفاء في معركة ميندين.
تحولت الأحداث إلى حد كبير لصالح الحلفاء الأنجلو بروسيين حتى نهاية الحرب. تمتعت بريطانيا خلال سنة العجائب (انوس ميرابيليس) في عام 1759 بهزيمة فرنسا في أوروبا وأمريكا الشمالية وآسيا وصد الغزو الفرنسي المخطط له. فازت بريطانيا بعدد من الانتصارات الرئيسية على إسبانيا في عام 1762، وتوفيت الإمبراطورة الروسية مما جعل روسيا تنسحب من الحرب ضد بروسيا.

## حل التحالف
حُلَّ التحالف في النهاية في عام 1762، وذلك عندما سحبت بريطانيا الدعم المالي والعسكري من أهداف الحرب البروسية في أوروبا القارية. فازت بريطانيا بشروط أكثر ملاءمة في معاهدة باريس (1763)؛ وذلك من خلال الحصول على عدد من الممتلكات الاستعمارية التي استولت عليها من فرنسا وإسبانيا. احتفظت بروسيا بسيليزيا لكنها فشلت في الحصول على المزيد من الأراضي الكبيرة التي كانت تأمل فيها أثناء اندلاع الحرب.
أبرمت كلتا القوتين اتفاقيات سلام منفصلة بشكل واضح لإنهاء الحرب. تدهورت علاقتهما في السنوات التي أعقبت الحرب، وذلك مع رفض بروسيا لمحاولات بريطانيا من التقرب منها لتشكيل تحالف مماثل قبل وأثناء حرب الاستقلال الأمريكية. أنهت بروسيا التحالف الروسي البروسي بدلاً من ذلك في عام 1764، وظلت بريطانيا معزولة دبلوماسيًا.
عادت العلاقات بين بريطانيا وبروسيا بشكل أوثق بعد حرب الاستقلال الأمريكية، وتعاونتا خلال فترة زمن الوطنيين في جمهورية هولندا في عام 1787، وشكلتا جزءًا من تحالف ثلاثي مع الجمهورية الهولندية في عام 1788. شاركت كل من بريطانيا وبروسيا في العديد من الائتلافات التي تشكلت ضد فرنسا بعد اندلاع الثورة الفرنسية.